# Impeachment no Brasil

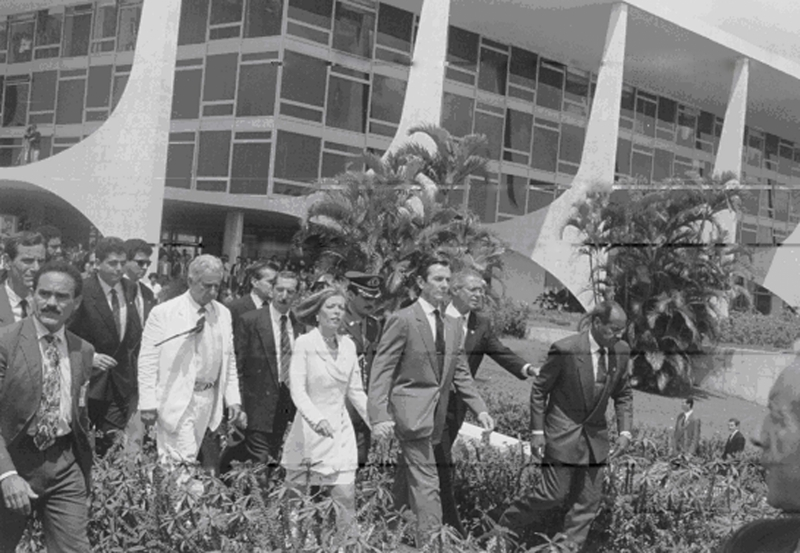
Fernando Collor de Mello deixa a presidência após sua renúncia.

No Brasil, impeachment (também chamado de impedimento, impugnação ou destituição) é um processo político-criminal de acusação de supostos crimes de responsabilidade contra um ocupante de determinados cargos públicos brasileiros com propósito de destituí-lo de tal cargo. Podem ser alvo de tal processo o Presidente da República, os Ministros de Estado, os Ministros do Supremo Tribunal Federal (STF) e o Procurador-Geral da República (PGR), além dos governadores e prefeitos, por indícios de cometimento de crime de responsabilidade, de acordo com o artigo 85 da Constituição Federal que define quais são os crimes de responsabilidade aplicáveis a eles. O procedimento de impeachment é regulado pela Lei Federal 1 079 de 1950, que, em seu artigo 2.º, estabelece atualmente o período máximo de cassação em oito anos.

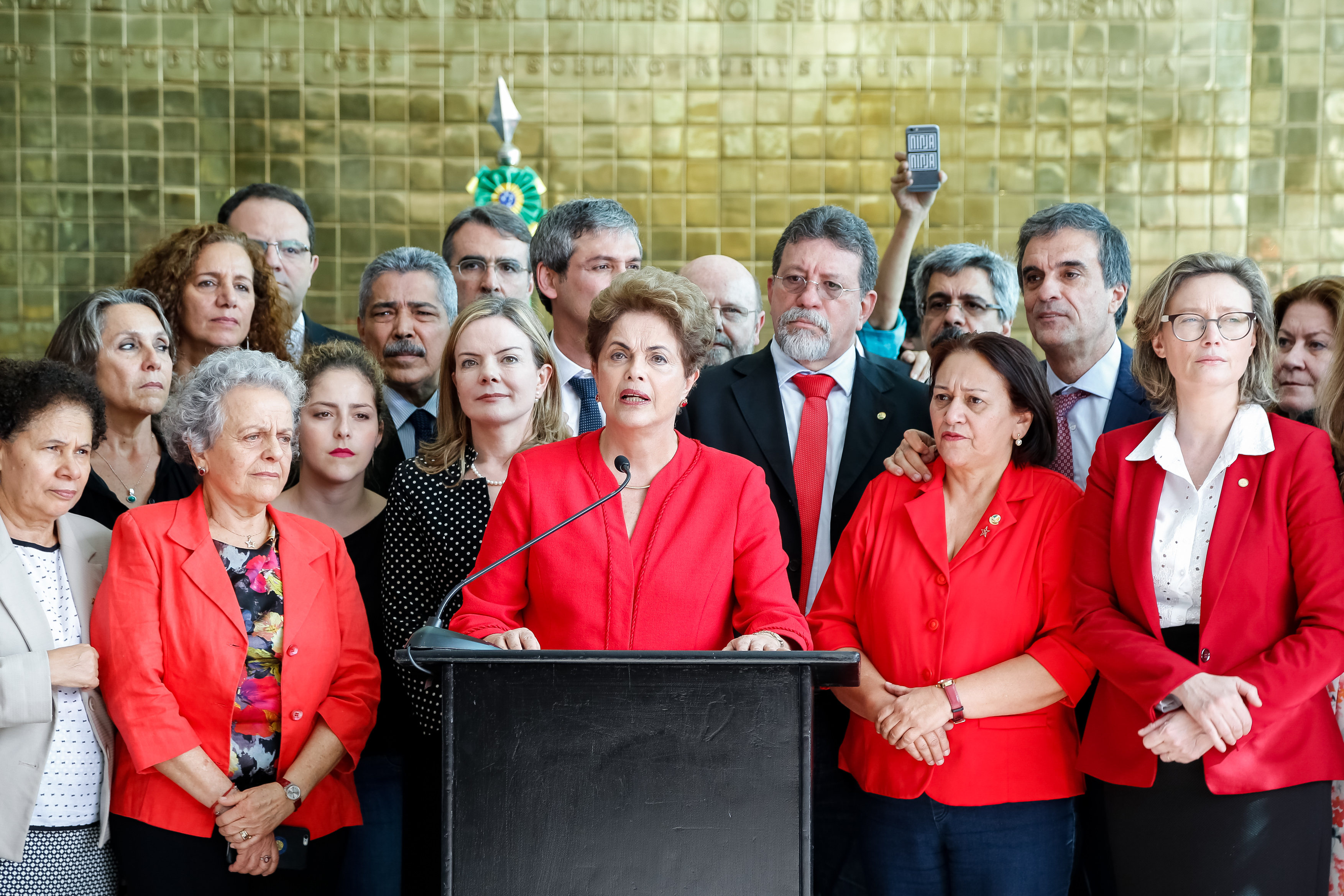
Dilma Rousseff discursa após aprovação do seu Impeachment em 31 de agosto de 2016.

Desde 1945, cinco processos de impeachment foram abertos contra Presidentes da República. O primeiro, contra Getúlio Vargas, foi rejeitado pelo plenário da, então, Câmara Federal. O segundo, contra Carlos Luz, e o terceiro, contra Café Filho, concretizaram-se de maneira veloz. Já o seguinte, contra Fernando Collor, resultou em seu afastamento e sua inelegibilidade, por oito anos. O último, contra Dilma Rousseff, resultou na cassação de seu mandato, mas seus direitos políticos foram preservados. Houve também tentativas mal-sucedidas de impeachment no Brasil. Os ex-presidentes Fernando Henrique Cardoso, Lula, Michel Temer e Jair Bolsonaro já foram alvos de pedidos de impugnação de mandato. Há de se destacar, porém, que apenas no caso do impedimento de Dilma Rousseff o processo de impeachment foi plenamente aplicado no Brasil, já que no caso de Fernando Collor, o que houve foi uma renúncia ainda em meio ao processo, em 1992.
Caso o processo de destituição seja aceito, e o presidente seja cassado de seu mandato, se ele não responder a processo penal no Supremo Tribunal Federal, ele tem direito aos mesmos benefícios concedidos a ex-presidentes, tais como oito servidores, sendo dois assessores, quatro seguranças e dois motoristas, além de dois carros. Todas estas despesas, relacionadas à gestão dos servidores e dos dois veículos, são custeadas pela Casa Civil, com recursos do Tesouro Nacional.

## Regimento
A primeira constituição brasileira, de 25 de março de 1824, admitiu um processo penal – que não é propriamente impeachment – contra os Ministros de Estado, responsabilizando-os “por traição, por peita, suborno, ou concussão, por abuso do Poder, pela falta de observância da Lei, pelo que obrarem contra a Liberdade, segurança, ou propriedade dos Cidadãos, por qualquer dissipação dos bens públicos” (art. 133). Porém, apesar de já nos tempos do Império do Brasil (1822-1889) existirem leis que permitiam o afastamento e até a punição de funcionários considerados irresponsáveis ou incompetentes para o exercício da função pública, o impeachment somente foi adotado no Brasil depois da proclamação da República.
A Constituição Republicana de 1891, seguindo os preceitos da norte-americana, incorporou-o entre os seus artigos, obedecendo os mesmos princípios. Nela, reservava-se o impeachment para o Presidente da República e para Ministros de Estado em crimes conexos com o Presidente, competindo à Câmara dos Deputados declarar a procedência ou não da acusação (arts. 29 e 53) Desde então, o impeachment passou a estar previsto em todas as constituições posteriores. Na atual Constituição de 1988, o artigo 85 especifica as várias ocasiões em que o presidente pode vir a ser processado.
Após o processo de impeachment, além da perda do cargo, a pessoa que foi cassada também fica inabilitada de exercer qualquer função pública durante cinco anos e fica impedida de se candidatar a qualquer cargo por oito anos a partir da data em que seu mandato for encerrado. Além disso, ela ainda pode ser julgada pela Justiça ordinária no caso de crimes comuns.
A Constituição de 1988 diz que "o presidente da República, na vigência de seu mandato, não pode ser responsabilizado por atos estranhos ao exercício de suas funções". Baseado nisso, muitos juristas sustentam que um presidente só pode sofrer impedimento por crimes cometidos no atual mandato, em caso de reeleição. Ou seja, eventuais irregularidades do mandato anterior não poderiam justificar seu impeachment no novo mandato. Outros estudiosos do direito, porém, argumentam que a reeleição torna o segundo mandato uma continuidade do primeiro e, por isso, seria sim possível iniciar um processo com base em crimes cometidos nos primeiros quatro anos de governo. No processo de impeachment de Dilma Rousseff, tanto o presidente da Câmara, Eduardo Cunha, como o relator do parecer na Câmara, deputado Jovair Arantes, descartaram do processo as acusações de "delitos" cometidos no mandato anterior da presidente, por entenderem que o crime de responsabilidade tem de ser cometido no atual mandato para embasar um impedimento.

### Passo-a-passo do processo
Os cinco passos do processo de impeachment no Brasil são:
1. A caracterização do crime: crimes de responsabilidade que atentem contra a Constituição;[8]
2. A admissão do pedido: para que o pedido seja aceito é preciso que o presidente da Câmara dos Deputados concorde. Após isso,   se cumprir os requisitos mínimos, o requerimento vai ser analisado por uma comissão composta por integrantes de todas as bancadas da Câmara dos Deputados. Em até dez dias, a comissão precisa emitir um parecer favorável ou contrário à continuidade do processo;[8]
3. Defesa do acusado: após a admissão do pedido, abre-se prazo de 20 dias para o presidente se defender. Para prosseguir, o pedido precisa ser colocado em votação pelo presidente da Câmara e aceito pela maioria qualificada, ou seja, por dois terços dos deputados;[8]
4. Julgamento: caso o presidente da República seja acusado de um crime comum, o Supremo Tribunal Federal se encarregará de julgá-lo. Se a acusação for de crime de responsabilidade, o julgamento será feito pelo Senado. O presidente fica automaticamente afastado do cargo quando o processo for iniciado em uma dessas duas esferas. O prazo do afastamento é de até 180 dias.[8]
5. Absolvição ou condenação: se absolvido, o presidente reassume automaticamente o cargo. Se condenado, ele será imediatamente destituído, mesmo antes da publicação da decisão no Diário Oficial.[8]

### Procedimentos e mecanismos
O pedido de impeachment pode ser apresentado ao Congresso por qualquer cidadão brasileiro. Essa solicitação deve vir acompanhada de provas documentais ou da indicação de no mínimo cinco testemunhas que possam comprovar as acusações.
Os motivos que podem justificar a abertura de um processo de impeachment estão previstos no artigo 85 da Constituição Federal. São chamados de crimes de responsabilidade atos do Presidente da República que atentem contra “a segurança interna do país”, "exercício dos direitos políticos, individuais e sociais”; a “probidade (honestidade) da administração pública” e a “lei orçamentária”, entre outros.

#### Rito na Câmara dos Deputados

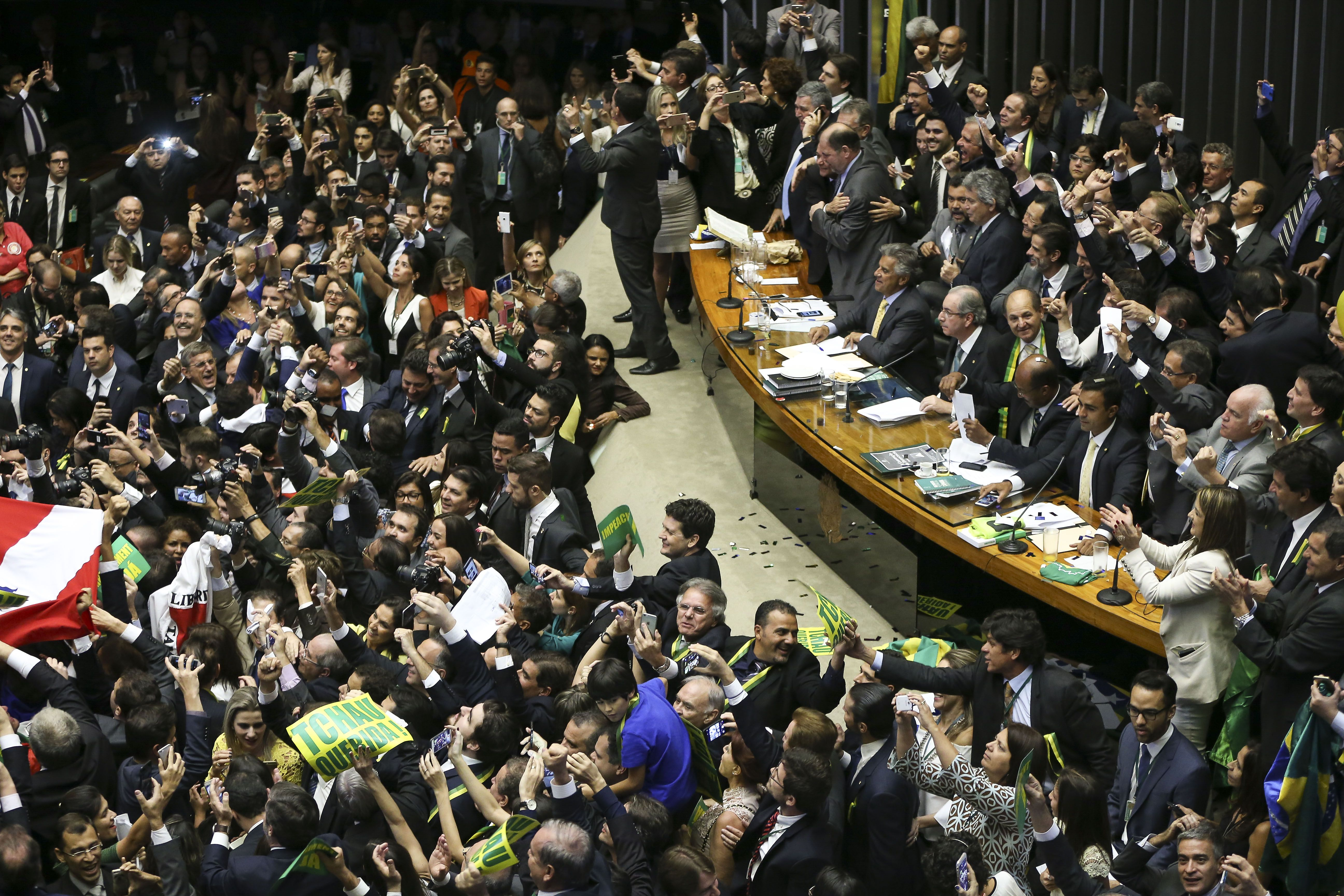
Câmara dos Deputados aprova abertura de processo de Impeachment contra Dilma Rousseff em abril de 2016.

Após o pedido ser aceito pelo presidente da Câmara dos Deputados, o requerimento passa por análise da comissão composta por parlamentares de todas as bancadas da Câmara. Abre-se um prazo de dez dias a deliberação de um parecer favorável ou contrário à continuidade do processo. Com o relatório pronto, o Presidente da República tem dez sessões para apresentar uma defesa. A comissão terá mais 5 sessões para votar um relatório final.
Se o relatório for favorável, o material final é colocado em votação no plenário pelo presidente da Câmara. Se aceito pela maioria qualificada (pelo menos dois terços dos parlamentares), o processo é enviado ao Senado. Além dos votos contrários ao impedimento, ausências e abstenções também contam em favor do acusado.
A Constituição prevê que os votos sejam nominais, ou seja, que todos os deputados profiram os seus individualmente.

#### Rito no Senado Federal
Depois de ter a admissibilidade aprovada pela maioria qualificada, ou seja, por pelo menos 2/3 da Câmara dos Deputados, o processo de impeachment deve ser analisado pelo Senado.
Lá será montada outra comissão para apreciação, repetindo-se o trâmite com três votações. Primeiro há o recebimento da denúncia. Nessa fase não há previsão de defesa do acusado. O parecer precisa ser votado pelos integrantes do colegiado, e a aprovação se dá por maioria simples.
Qualquer que seja o resultado da votação na comissão, a decisão final cabe ao plenário do Senado, que é soberano. No plenário, o parecer da comissão será lido e, após 48 horas, há a segunda votação, com os senadores votado nominalmente. Para ser aprovado é necessário a metade mais um dos votos dos senadores presentes, desde que votem pelo menos metade mais um de todos os senadores da Casa.
Se a maioria simples dos votos for alcançada, o acusado é afastado por 180 dias. Se não, o processo é arquivado.
Caso o acusado seja afastado, ele será notificado da decisão para que seja formalizado o seu afastamento temporário do cargo. Cabe ao primeiro secretário da casa levar até o acusado uma citação. O acusado só estará oficialmente suspenso de seu cargo a partir do momento em que assinar o documento.
Caso a votação decida por encerrar o processo de impeachment, o acusado é notificado e continua no cargo sem a necessidade de uma citação formal.
Com o afastamento do acusado, inicia-se, então, um julgamento comum, conduzido pelo presidente do STF. Na pronúncia, julgam-se os crimes em questão, votados por maioria simples. A Constituição lhe garante ampla defesa e contraditório. É nesta etapa que está a fase de produção de provas e a possível convocação dos autores da denúncia, do acusado e da defesa até a conclusão das investigações e votação do parecer da comissão especial sobre o processo. Segundo a Carta Magna, o presidente do STF deve fazer um relatório resumido da denúncia, das provas apresentadas pela acusação e da defesa antes que os senadores votem nominalmente – com direito a discurso, assim como ocorre na Câmara.
Se após 180 dias o julgamento não for concluído, o processo continua acontecendo, mas o acusado pode voltar ao comando do seu cargo.
Para um impeachment, é preciso condenação com votos da maioria qualificada, ou seja, dois terços da casa. Além da perda do mandato, decide-se também se o acusado fica inelegível por até 8 anos. Caso o acusado seja absolvido, volta imediatamente ao cargo.
Caso o presidente realmente seja cassado, o vice-presidente herda o cargo. Se ele também perder o mandato, o presidente da Câmara assume o posto de forma interina até que o novo presidente seja eleito - em 90 dias, nas urnas, se o impeachment acontecer até a primeira metade do mandato; em 30 dias, por eleição indireta do Congresso, caso a cassação ocorra na segunda metade do mandato.

## Processos abertos

### Processo contra Getúlio Vargas
O primeiro processo de destituição aberto contra um presidente da república no Brasil ocorreu em 1953, quando Getúlio Vargas foi acusado de favorecer o jornal Última Hora com financiamentos de bancos públicos, e de tentar implantar uma “república sindicalista”. O pedido propriamente dito foi votado no dia 16 de junho de 1954, com 211 deputados presentes. Amparada por pressões da elite rural e de lideranças empresariais, a petição foi rejeitada pela Câmara dos Deputados por 136 votos contra 35, mais 40 abstenções. Um ano depois,  ainda mais pressionado, inclusive pelos militares, Vargas deu um tiro no coração.

### Processos contra Carlos Luz e Café Filho
Após a morte de Getúlio Vargas e a eleição presidencial de 1955 e em meio ao Movimento de 11 de Novembro, ambas as câmaras legislativas brasileiras votaram o impedimento e o afastamento de Carlos Luz e de Café Filho da presidência interina da República. O segundo substituiu Getúlio Vargas e depois se licenciou por motivos médicos e então assumiu o presidente da Câmara, Carlos Luz. Este foi impedido em votações de 185 votos a favor e 72 contrários entre os deputados federais e 43 contra 8 entre os senadores, em 11 de novembro. Então, Café Filho tentou reassumir a presidência, porém, também foi impedido em votações de 179 votos a 94, entre deputados, e de 35 votos contra 16, entre senadores, em 21 de novembro. Desde o primeiro impedimento até a posse de Juscelino Kubitschek, interinamente a presidência foi exercida pelo vice-presidente do Senado, Nereu Ramos.

### Processo contra Fernando Collor de Mello

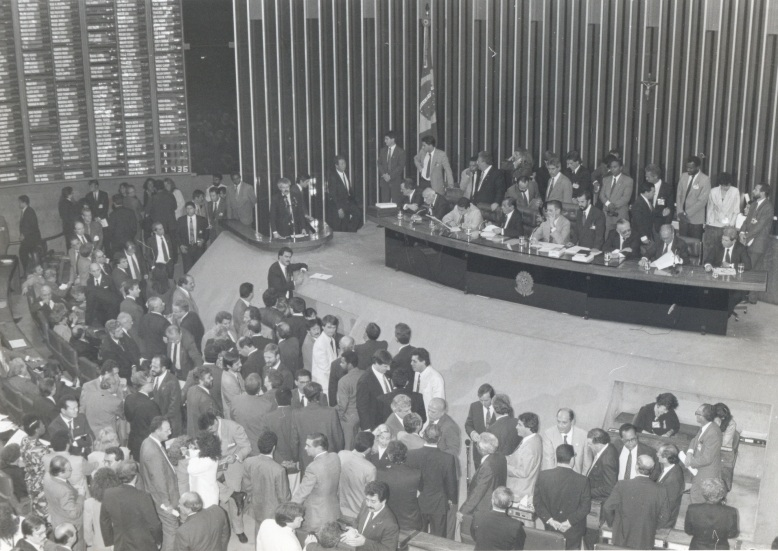
O presidente da Câmara dos Deputados Ibsen Pinheiro, dá início à votação do pedido de impeachment de Fernando Collor.

Em 30 de dezembro de 1992, Fernando Collor de Mello, o 32º Presidente do Brasil, renunciou após o processo de impeachment movido pelo Congresso Nacional ganhar força e foi impedido de ser eleito por oito anos, devido a segundo inquérito policial ter aceitado administrativamente de indícios de um funcionário de nome Paulo César Farias, com provas incontestáveis de corrupção desse indivíduo com Crime Organizado da Itália, sendo esse elemento seu sócio e tesoureiro de campanha eleitoral de 1990, Paulo César Farias, foi inicialmente denunciado pelo seu irmão Pedro Collor de Mello no mesmo ano. Porém o chamado meliante em Inquérito Policial permaneceu em contatos funcionalmente em Gabinete Civil da Presidência da República, de onde apareceu um veículo em nome de Fernando Collor de Mello (e que depois de seu Impedimento, se provou ser forjado, por Máfia italiana a qual Paulo César Farias se encontrava totalmente compromissado, sendo morto por Máfia, segundo Inquérito INTERPOL).

### Processo contra Dilma Rousseff
O pedido de destituição da presidente Dilma Rousseff foi feito no dia 21 de Outubro de 2015. A petição foi elaborada pelos juristas Hélio Bicudo, Janaina Paschoal e Miguel Reale Júnior. No documento, apresentado ao presidente da Câmara nesta data, os autores alegaram que a chefe do Executivo descumpriu a Lei de Responsabilidade Fiscal ao ter editado decretos liberando crédito extraordinário, em 2015, além de citar as chamadas “pedaladas fiscais” praticadas pelo governo em 2015. Esta "manobra fiscal" foi reprovada pelo Tribunal de Contas da União (TCU).
No dia 2 de dezembro de 2015, o presidente da Câmara dos Deputados, Eduardo Cunha, autorizou a abertura do processo de impeachment da presidente Dilma Rousseff.
No dia 17 de abril de 2016 houve a votação da continuação do processo de impeachment pela Câmara dos Deputados, com o seguinte resultado: a favor: 367, contra: 137, abstenções: 7 e ausentes: 2; em seguida o processo seguiu para o Senado Federal onde foi julgado a admissibilidade ou não do processo.
No Senado o processo foi aberto no dia 12 de maio de 2016 pelo seguinte resultado de votação em plenário: a favor: 55 (mais de 2 terços), contra: 22.
No mesmo dia em que foi anunciado o resultado da votação, pela admissibilidade e abertura do processo, a presidente Dilma Rousseff foi notificada e afastada do seu cargo, onde aguardou pelo julgamento da ação que teria de ser realizado em até 180 dias (6 meses) a contar da data de afastamento.
No dia 31 de agosto (dentro do prazo de 180 dias, portanto), o plenário do Senado condenou Dilma Rousseff à perda de seu cargo por 61 votos a 20, sob a acusação de ter cometido crime de responsabilidade fiscal. A pedido da bancada do PT, partido de Dilma Rousseff, logo após a reabertura da sessão deste dia, deveria haver uma segunda votação, onde os senadores apreciariam se Dilma devia ficar inelegível por oito anos a partir de 1º de janeiro de 2019 e impedida de exercer qualquer função pública. O resultado dessa segunda votação foi de 42 votos favoráveis e 36 desfavoráveis. Como houve três abstenções e seriam necessários 54 votos a favor, consequentemente ela não perdeu os direitos e ainda poderia se candidatar a cargos públicos. A condenação ocorreu após seis dias de julgamento no Senado, contando-se no total sete votações, desde 11 de abril de 2016, quando a Câmara aprovou o parecer da comissão especial.
Como Dilma não estava respondendo a processo penal no Supremo Tribunal Federal quando teve seu mandato cassado, ela teve direito aos mesmos benefícios concedidos a ex-presidentes, tais como oito servidores, sendo dois assessores, quatro seguranças e dois motoristas, além de dois carros. Todas estas despesas, relacionadas à gestão dos servidores e dos dois veículos, foram custeadas pela Casa Civil, com recursos do Tesouro Nacional.

### Comparação entre os processos de Collor e Dilma
Conforme o portal UOL, "crise econômica, baixa popularidade e mobilização nas ruas são algumas das semelhanças entre os processos de impeachment do então presidente Fernando Collor (PTB), em 1992, e o da presidente Dilma Rousseff (PT). No entanto, os grupos políticos que deflagram os processos não são os mesmos. O pedido de impeachment contra Dilma foi encabeçado pela oposição ao seu governo, enquanto o ex-presidente teve o processo deflagrado por organizações da sociedade civil."
Para Afonso Lopes, uma enorme semelhança entre o meio mandato de Fernando Collor, que durou pouco mais de dois anos, e o início do segundo mandato da presidente Dilma Roussef é a inundação de sérias, contundentes e profusas denúncias de corrupção.
Com relação as diferenças, Wagner Iglecias, sociólogo e professor da Escola de Artes, Ciências e Humanidades (EACH) da USP, afirmou que, "em 1992, as pessoas tinham certeza de que Collor tinha cometido um crime de responsabilidade. No caso de Dilma, paira a dúvida".
Brasilio Sallum Júnior, em entrevista a revista Época, viu 3 diferenças entre os processos: A postura do STF, as manifestações populares, e o apoio de parlamentares.
Já o especialista em direito político João Fernando Lopes de Carvalho, em entrevista para a rádio Jovem Pan, traçou um paralelo entre os dois processos de impeachment. Segundo Carvalho, o caso de Collor foi acusado de cometer atos de corrupção (financiamento irregular de campanha, desvio de dinheiro, etc), que são classificadas como "ação individual, não propriamente como presidente", embora, obviamente, tenha afetado a sua função no cargo. No caso de Dilma Rousseff, no entanto, são "atos de gestão mais caracterizados", ou seja, a crise financeira no Governo Federal, se provada que foi motivada pela execução financeira, acarretará em "responsabilidade da presidente que não poderá ser escondida".
Por fim, uma outra diferença entre eles apontada por especialistas está na postura do então Vice-Presidente.

## Pedidos deimpeachment

### Na esfera federal
No Brasil, houve tentativas sem sucesso contra os presidentes Floriano Peixoto (1891-1894), Campos Salles (1898-1902), Hermes da Fonseca (1910-1914), João Goulart (1961-1964), José Sarney (1985-1989), Itamar Franco (1992-1994), Fernando Henrique (1995-2003), Luiz Inácio Lula da Silva (2003-2011), Michel Temer (2016-2019) e Jair Bolsonaro (2019-2023). Pelo desempenho do governo e pelo contexto político do país, Jair Bolsonaro é destinatário da maior quantidade de pedidos a um mesmo presidente, mas nenhum foi convertido em abertura de processo. Pedidos de impeachment também foram feitos contra vice-presidentes, a exemplo de Hamilton Mourão (2019-2023), mas sem sucesso.
Desde 1945, três processos foram abertos em âmbito federal. O primeiro, contra Getúlio Vargas, foi rejeitado pelo Plenário da, então, Câmara Federal. Já o seguinte, contra Fernando Collor, resultou em sua inelegibilidade e privação dos direitos políticos por oito anos. E o último, contra Dilma Rousseff, resultou em sua cassação sem perda de direitos políticos. Há de se destacar, porém, que apenas no caso de impedimento de Dilma Rousseff o processo de impeachment foi plenamente aplicado no país, já que no caso de Fernando Collor, o que houve foi uma renúncia ainda em meio ao processo, em 1992.
Fruto do ambiente político relacionado ao processo movido contra Dilma Rousseff, em 2016, foram protocolados no Senado também três pedidos de abertura contra ministros do Supremo Tribunal Federal: Marco Aurélio Mello (arquivado no mesmo dia), Ricardo Lewandowski (arquivado) e Gilmar Mendes. Em 2021, Luís Roberto Barroso também foi alvo de um pedido.

#### Pedidos contra Jair Bolsonaro
O governo Bolsonaro é recordista de pedidos de impeachment recebidos entre todos os ex-presidentes do Brasil.
Sete partidos de oposição ao Governo, entre eles PT, PCdoB, PCB, PSOL, PSTU, PCO e UP, com o apoio de 400 entidades nacionais e internacionais apresentaram um pedido coletivo de impeachment contra Bolsonaro. Os motivos mais frequentes são as interferências em operações da Polícia Federal, participação em manifestações antidemocráticas e desrespeito as medidas sanitárias impostas durante a Pandemia de COVID-19. Além do pedido conjunto, outros partidos como Rede e PSB, o deputado federal Alexandre Frota (PSDB-SP), e membros da OAB também apresentaram pedidos de impeachment por motivos semelhantes.
Em 2021, o jurista Miguel Reale Júnior, um dos propositores da denúncia que levou ao impeachment da presidente Dilma Rousseff, protocolou pedido de impeachment do presidente Bolsonaro, com base nas conclusões da CPI da COVID-19.
Nenhum dos pedidos de impeachment chegou a ser apreciado pela comissão especial prevista na Lei dos Crimes de Responsabilidade, mesmo preenchendo as poucas exigências previstas na referida lei (petição assinada por cidadão brasileiro com reconhecimento de firma, documentos que comprovem a denúncia e rol de testemunhas).
Embora nem a Constituição Federal, nem a Lei dos Crimes de Responsabilidade e nem o regimento interno da Câmara dos Deputados atribuam ao presidente da casa legislativa o poder de examinar o mérito dos pedidos de impeachment contra o Presidente da República, ao abster-se de proferir uma decisão, na prática, o presidente acaba impedindo a sua apreciação pela casa legislativa.
Em decisão monocrática recente proferida pelo Supremo Tribunal Federal, a relatora do processo, ministra Carmem Lúcia, negou o pedido para que o presidente da Câmara dos Deputados fosse compelido a decidir pelo prosseguimento ou pelo arquivamento dos requerimentos de impeachment.

### Na esfera estadual
- Rio Grande do Sul: Em 1958 o jurista Paulo Brossard de Souza Pinto quis impedir Leonel Brizola (PTB) de assumir o governo do Rio Grande do Sul no ano seguinte.[54] O pedido, porém, não foi aceito e o processo foi arquivado.
- Rio de Janeiro: Em 30 de abril de 2021, foi aprovado por unanimidade o Impeachment de Wilson Witzel, o primeiro governador a ser cassado em um processo de impeachment na história da República.[55]

### Na esfera municipal
- 1965, Mauá-SP: No dia 17 de  dezembro de 1965, após divergências públicas entre o executivo e membros do legislativo, acerca das denúncias contra o prefeito Edgard Grecco de: “distribuir vales para funcionários públicos descontando no pagamento; ceder verba para um time amador representar a cidade num torneio de futebol e isentar uma empresa de impostos” - foi desencadeado um movimento dentro da Câmara Municipal, o qual culminou no impeachment do prefeito.[56]
- 1992, São José-SC: O prefeito Germano Vieira, em seu terceiro mandato na cidade, foi afastado no dia 27 de abril de 1993, tendo passado apenas alguns meses no cargo. A votação final do pedido de impeachment aconteceu no dia 4 de setembro de 1993, tornando o afastamento definitivo.[57]
- 2008, Brejo Alegre-SP: O prefeito Pedro de Paula  Castilho, teve seu pedido de impeachment aceito, vide Decreto Legislativo 02/2008 promulgado pela Câmara Municipal.[58]
- 2011, Campinas-SP: Em 20 de outubro de 2011, Hélio de Oliveira Santos do PDT, foi cassado de seu cargo de prefeito de Campinas pela Câmara Municipal após acusações de fraude e corrupção.[59] O vice-prefeito, Demétrio Vilagra, também teve seu mandato cassado em 21 de dezembro  de 2011. Respectivamente, foram publicados no Diário Oficial de Campinas/SP o Decreto Legislativo n.º 3.326 de 20 de Agosto de 2011 e o Decreto Legislativo n.º 3.399 de 21 de Dezembro de 2011, ambos sobre cassação de mandato.
- 2014, Itaiópolis-SC: O prefeito Gervásio Uhlmann, teve seu pedido de impeachment aceito, vide Decreto Legislativo 04/2014 da Câmara Municipal.[58]
- 2015, Ressaquinha-MG: Em 2015 ocorreu o impeachment, do prefeito Denilson Alberto da Cruz. Seu mandato foi cassado pela Câmara Municipal, que publicou Decreto Legislativo n.º 04/2015. Todavia, ele voltou ao cargo de  forma  provisória  graças  a  uma  decisão judicial que deferiu pedido liminar suspendendo efeitos do supramencionado Decreto. Assim, o processo ainda está em curso.[58]
- 2015, São Vicente-SP: No dia 6 de novembro de 2015, o presidente do Partido Social Cristão (PSC) da cidade, Davi Morgado, protocolou um pedido de impeachment contra o prefeito Luis Cláudio Bili. O autor da petição disse que a decisão foi tomada após a constatação de diversas irregularidades praticadas pela gestão municipal.[60]
- 2018, Rio de Janeiro-RJ: Em um ano Marcello Crivella teve no total 4 pedidos de impeachment, todos negados e por improbidade administrativa, os três primeiros por ter utilizado o Palácio da Cidade como local para uma reunião com lideranças evangélicas com promessas de vantagens. E o último pela reunião com funcionários da Comlurb na quadra da escola de samba Estácio de Sá, para pedir votos para colegas de partido, o PRB (atual Republicanos), inclusive para seu filho Marcelo Hodge Crivella, candidato a deputado federal.[61][62]
- 2019, Mauá-SP: Em 18 de abril de 2019, ocorreu o impeachment do prefeito Átila Jacomussi. Seu mandato foi cassado pela Câmara Municipal, após denúncias de corrupção e de se afastar do cargo por mais de 15 dias sem autorização da câmara pelo fato de ter sido preso.Todavia, ele voltou ao cargo graças a uma decisão judicial que concedeu liminar anulando temporariamente a decisão da Câmara de Vereadores, suspendendo os efeitos da cassação.[63]
- 2019, Caxias do Sul-RS: Desde o início da gestão de Daniel Guerra (Republicanos), em 2017, foram apresentados 7 pedidos de impeachment contra o prefeito. Em 8 de outubro de 2019 foi aberto processo de destituição do gestor, após o sétimo pedido de impeachment ter sido acolhido pela Câmara de Vereadores por 14 votos a favor e 8 contrários. O pedido alegava que Daniel Guerra cometeu três irregularidades: fechou para reformas o Postão 24 horas sem a autorização do Conselho Municipal de Saúde, proibiu que a tradicional bênção dos freis capuchinhos fosse realizada na Praça Dante Alighieri e o ato discriminatório contra os LGBT, por tentar impedir que a Parada Livre fosse realizada na rua Marquês do Herval. O julgamento do impeachment iniciou em 20 de dezembro de 2019, e após mais de dois dias de sessão, em 22 de dezembro, o impeachment de Daniel Guerra foi aprovado, por 18 votos a favor e 4 contrários.[64] Como a cidade não tinha vice-prefeito pois o ex-titular, Ricardo Fabres de Abreu (sem partido), renunciou ao cargo em 28 de dezembro de 2018, o presidente da Câmara, Flávio Cassina (PTB), assumiu interinamente até a realização de uma eleição indireta. Em 2 de janeiro de 2020, o Executivo teve mais uma troca de comando, após Ricardo Daneluz (PDT) ter assumido a presidência da Câmara. Em 9 de janeiro, Flávio Cassina e Elói Frizzo (PSB) foram eleitos indiretamente, prefeito e vice, respectivamente.[65]
- 2020, Caxias do Sul-RS: Cinco dias após a posse da chapa Cassina-Frizzo, em 14 de janeiro de 2020, foi apresentado um pedido de impeachment contra a mesma. O pedido alegava que os dois integrantes da chapa tomaram posse como prefeito e vice, respectvamente, sem terem renunciado aos mandatos na Câmara. Por causa da repercussão negativa, Flávio Cassina e Elói Frizzo renunciaram aos cargos no Legislativo. No dia 4 de fevereiro, o pedido foi rejeitado por 20 votos contrários e 1 a favor.[66] No dia 20 de fevereiro, foi protocolado o segundo pedido de impeachment contra o prefeito Flávio Cassina. A denúncia alegava que o prefeito infringiu o Estatuto de Servidor do Município e a Lei Complementar 321/08, ao nomear a ex-rainha da Festa da Uva de 2000, Fabiana Bressanelli Koch, como diretora executiva de seu gabinete para atuar como diretora da Comissão Social da Festa da Uva de 2021.[67] Este é o 12º pedido de impeachment protocolado na Câmara de Vereadores desde 2017 (foram sete contra Daniel Guerra, três contra vereadores e dois contra o atual prefeito). No dia 27 de fevereiro, a Câmara de Vereadores rejeitou o pedido por 21 votos contrários e 1 a favor.[68] No dia 5 de março, um terceiro pedido de impeachment contra Flávio Cassina foi protocolado na Câmara de Vereadores. A denúncia alegava que desde o dia 20 de janeiro o Portal da Transparência da Prefeitura não é atualizado com os nomes de Cargos em Comissão (CCs) nomeados desde então, infringindo as leis federais 13.460/17 e 12.527/11 que tratam sobre os atos da administração pública. O pedido também busca amparo na lei municipal 8.415/19, sobre a publicação dos atos dos servidores públicos da prefeitura e da administração indireta, de autoria do vereador Alberto Meneguzzi (PSB).[69] No dia 10 de março, a Câmara de Vereadores rejeitou a admissiblidade do pedido por 21 votos contrários e 1 a favor.[70] Em 06 de agosto de 2020, foi protocolado na Câmara de Vereadores o quarto pedido de impeachment contra o prefeito Flavio Cassina (PTB) e o vice Elói Frizzo (PSB).[71] O pedido argumenta que Cassina e Frizzo cometeram infrações político-administrativas e crime contra a incolumidade pública ao anunciar, em entrevista ao Jornal Pioneiro, que iriam implantar uma nova bandeira de distanciamento controlado para conter o avanço da pandemia de coronavírus, "mesmo que esta estivesse em conflito com as determinações sanitárias previstas em Decreto Estadual". Ele também entende que o decreto número 21.091, editado pelo prefeito, é ilegal, pois determina regras de distanciamento social não permitidas pela norma estadual superior. No dia 11 de agosto, por apenas um voto favorável, a Câmara de Vereadores rejeitou o pedido de impeachment.[72]
- 2020, Farroupilha-RS: No dia 15 de maio de 2020, por 10 votos a favor, 4 contrários e 1 abstenção, a Câmara de Vereadores cassou o mandato do prefeito Claiton Gonçalves (PDT).[73] Das quatro denúncias, os vereadores votaram a favor da condenação do prefeito em duas. Quem assume a prefeitura é o seu vice, Pedro Pedrozo (PSB). Claiton Golçalves estava na prefeitura desde 1º de janeiro de 2013.
- 2020, Porto Alegre-RS: No dia 05 de agosto de 2020, a Câmara Municipal da cidade aprovou, por 31 votos a favor e 4 contrários, a abertura de processo de impeachment contra o prefeito Nelson Marchezan Júnior (PSDB).[74] Isso ocorre a pouco mais de 100 dias das eleições, nas quais Marchezan pretende concorrer a reeleição. O prefeito foi denunciado por crime de responsabilidade e infração político-administrativa pelo uso de R$ 3,1 milhões do Fundo Municipal de Saúde para pagar publicidade, inclusive fora do estado, contrariando regras estabelecidas em decreto para a aplicação dos recursos. Após uma guerra jurídica, o Tribunal de Justiça do Rio Grande do Sul decidiu, em 17 de dezembro, encerrar o processo de impeachment, alegando que o prazo máximo de 90 dias havia estourado.[75]